# Cosmosoma cinctuta
Cosmosoma cinctuta är en fjärilsart som beskrevs av William Schaus 1911. Cosmosoma cinctuta ingår i släktet Cosmosoma och familjen björnspinnare. Inga underarter finns listade i Catalogue of Life.